# Amelia Casadei
Amelia Casadei (Cesena, 1º febbraio 1930) è una politica italiana.

## Biografia
Esponente della Democrazia Cristiana, è stata deputata per una legislatura, dal 1976 al 1979, eletta nel collegio di Verona. 
Nei primi anni '80 è la prima donna a ricoprire la carica di segretaria nazionale dell'Azione Cattolica. Successivamente è consigliera regionale in Veneto per la DC dal 1985 al 1990. 
In seguito è stata vicepresidente del Cif padovano e presidente dell'Irpea, la Fondazione che riunisce le Ipab padovane per l'educazione e l'assistenza di ispirazione cattolica. Ha fatto parte anche del consiglio di amministrazione dell'Opera Magnificat Casa Mamma Romana. 